# Кропач
Кропач (пол. Kropacz, Kropáč, Niewiadomski II) — польский дворянский герб.

## Описание
В голубом поле три моргенштерна в звезду навершиями вверх.

## Герб используют
Kropacz, Niewiadomski